# Tlale Makhene
Tlale Makhene (* 9. April 1972 in Soweto) ist ein Perkussionist und Jazz-Musiker aus Südafrika. 

## Leben
Makhene, dessen Vater der Schauspieler Ramolao Makhene ist, zog früh vom Township Soweto bei Johannesburg nach Swasiland, wo er mit 4 Jahren zu trommeln begann. Dabei wurde er einerseits inspiriert durch die Trommel und Rhythmen seiner Großmutter, die eine Sangoma, eine traditionelle Heilerin, war, andererseits aber angeblich auch durch die Jazzplatten und die Musiker, die zu Hause verkehrten.

## Musikalische Karriere
Makhenes professionelle Karriere begann, als drei Perkussionisten aus Dänemark Workshops durchführten, um neue Talente zu finden. Hoch beeindruckt von Makhenes Talent luden sie ihn zu einer Tournee durch Westafrika ein, nach der er drei Monate in Dänemark an Projekten mit  John Sund, Yasser Pino, Rune Thorsteinsson und der Bigband des Rytmisk Musikkonservatorium arbeitete. 1993 war Makhene am Funda Centre in Soweto, nachdem er mit Gruppen wie dem Soweto Dance Theatre, der Free Flight Dance Company und Pact gearbeitet hatte. 2005 gewann Makhene den MTN SAMA Award für The Ascension of the Enlightened als „bestes zeitgenössisches Jazz-Album“; an dem Album waren Musiker wie Hugh Masekela, Paul Hanmer, Water + Lights und Themba Mkhize beteiligt. Er trat auf lokalen und internationalen Bühnen auf zusammen mit Musikerinnen und Musikern wie Johnny Clegg, Judith Sephuma, Miriam Makeba, Hugh Masekela, Letta Mbulu & Caiphus Semenya, Sibongile Khumalo, McCoy Mrubata, Dan Selsick, Angélique Kidjo und Manu Dibango. Mit Keiko Matsui tourte er in Japan.
Darüber hinaus arbeitete Makhene als Perkussionist mit William Kentridge an dessen Werk Refuse the Hour, einer Serie mit dem Titel Less Good Idea und an dessen Werk The Head & The Load, das die Ruhrtriennale 2018 eröffnete. Er ist auch auf Alben von Oliver Mtukudzi, Pat Matshikiza, Jimmy Dludlu, Lee Ritenour und Nicola Conte zu hören.

## Diskographie
- The Ascension of the Enlightened (Gallo Records 2004)
- Swazi Gold (Makotopong Sound Studios 2017)
- African Percussion Beds (Sonoton 2018)
- Tlale Makhene & Ziyawa Ka Zitha: S.G 2.0 (Makotopong Sound Studios 2019)[7]